# Тимчасове кріплення
Кріплення тимчасове (рос. крепь временная, англ. temporary lining,  temporary support; нім. vorläufiger Ausbau m) – гірниче кріплення капітальних і підготовчих підземних виробок, що встановлюється в їх привибійній частині у період проходки. В Україні в горизонтальних і похилих виробках застосовують таке тимчасове кріплення: консольне висувне, підвісне, рамне. Тимчасове кріплення у вертикальних виробках (шурфах, вертикальних стовбурах) застосовують при проходженні у слабких і нестійких породах.